# 君はどこへ
「君はどこへ」（きみはどこへ）は、1977年7月21日に発売されたやしきたかじんの2枚目のシングル。

## 解説
アルバム未収録曲。シングルのジャケットにはたかじんがカメラ目線でなく遠くを見ている。作曲が本名名義となっている。

## 収録曲
- 両楽曲共に、作詞：荒木十章／作曲：家鋪隆仁／編曲：クニ河内

1. 君はどこへ [03:17]
2. ほんの昔 [02:55]